# Qualea brasiliana
Qualea brasiliana är en tvåhjärtbladig växtart som beskrevs av Stafleu och L. Marcano Berti. Qualea brasiliana ingår i släktet Qualea och familjen Vochysiaceae. Inga underarter finns listade i Catalogue of Life.